# Timon princeps
Espèce
Synonymes
- Lacerta princeps Blanford, 1874.
- Timon kurdistanica Suchov, 1936.

Statut de conservation UICN

 LC  : Préoccupation mineure
Timon princeps est une espèce de sauriens de la famille des Lacertidae.

## Répartition
Cette espèce se rencontre dans sud-ouest de l'Iran, dans le sud-est de la Turquie, dans le nord-est de la Syrie et dans le nord de l'Irak.

## Description

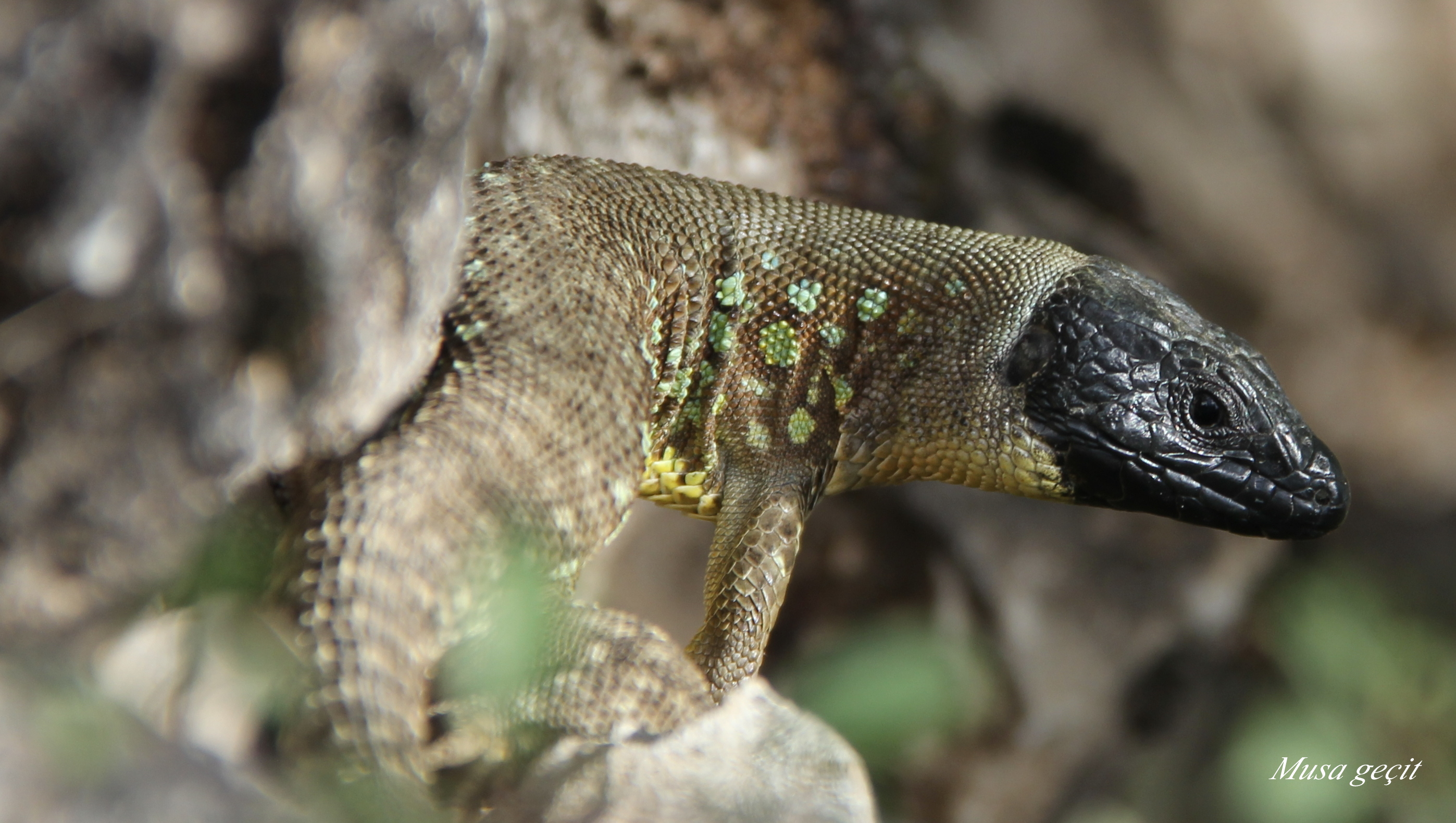
Timon princeps.

Cette espèce est terrestre et ovipare, les femelles pondant de cinq à dix œufs. Elle se rencontre dans des zones rocheuses, parfois herbeuses, ou dans les forêts méditerranéennes.

## Liste des sous-espèces
- Timon princeps kurdistanica (Suchov, 1936)[2].
- Timon princeps princeps (Blanford, 1874)[3].

## Taxinomie
La sous-espèce Timon princeps kurdistanica est considérée comme une espèce de plein rang par Ahmadzadeh, Carretero, Harris, Perera et Böhme en 2012.

## Publications originales
- Blanford, 1874 : Descriptions of new Reptilia and Amphibia from Persia and Baluchistán. Annals and magazine of natural history, sér. 4, vol. 14, p. 31-35 (texte intégral).
- Suchow, 1936 : Eine neue Unterart der Eidechse aus dem persischen Kurdistan. Travaux de l’Institut Zoologique de l’Académie des Sciences de l'URSS, vol. 3, p. 303-308.